# Wheeling and Lake Erie Railway
Le Wheeling and Lake Erie Railway (sigle de l'AAR: WLE) était un chemin de fer américain de classe I principalement situé dans l'Ohio. Il fut loué par le New York, Chicago and St. Louis Railroad (alias Nickel Plate Road) en 1949. Ce dernier fusionna à son tour dans le Norfolk and Western Railway en 1964. Le W & LE d'origine disparut en 1988, mais une nouvelle compagnie racheta son ancien réseau et reprit son nom en 1990.

## La construction du réseau
Son plus vieux prédécesseur, le Carroll County Rail Road, débuta dans l'Ohio le 9 mars 1850.
Le Wheeling & Lake Erie Railroad fut créé le 6 avril 1871, et bâtit une ligne à voie étroite entre  Norwalk et Huron, Ohio. Le service débuta le 31 mai 1877, mais un tel écartement n'était pas approprié à un trafic régulier, et il fit faillite 2 ans après.
Avec les investissements réalisés par Jay Gould en 1880, la ligne fut convertie à l'écartement standard. Le Service de Huron à Massillon put ouvrir le 9 janvier 1882. De nouvelles lignes permirent d'atteindre la rivière Ohio  et Toledo. De nouveaux docks sur le lac Érié ouvrirent le 21 mai 1884 à Huron, où accostèrent les premiers cargo chargés de minerai de fer.
Parallèlement, en 1880, une autre compagnie à voie étroite vit le jour sous le nom de Connotton Valley Railway, pour relier Canton à Cleveland, puis Coshocton et Zanesville. Le 18 novembre 1888, en un seul jour, il fut converti à la voie standard et prit le nom de Cleveland, Canton & Southern Railroad. À la suite de la forclusion, il fut vendu et racheté par le W & LE en 1899, qui en fit sa Cleveland Division.

## Le réseau à son apogée
Finalement, le réseau du W & LE était constitué par deux lignes principales formant une croix, ce qui lui valut le surmon de « The Iron Cross ». La première ligne, orientée nord-ouest / sud-est, reliait Toledo et Huron (situés sur le lac Érié) à Warrenton; il rejoignait la région de Pittsburgh grâce à une connexion avec le Wabash Pittsburgh Terminal (qui deviendra plus tard le Pittsburgh and West Virginia Railway). La seconde ligne, orientée nord-sud, reliait Cleveland (sur le lac Érié) à Zanesville. Les 2 lignes se coupaient à Harmon à l'est de Brewster. Les lignes principales du W & LE ne sortirent jamais de l'Ohio, et ne relièrent jamais directement Wheeling.
Cependant, un embranchement, longeant la rive ouest de la rivière Ohio entre Steubenville, Ohio et Martins Ferry, Ohio, fut achevé en 1891, ce qui permit  une connexion indirecte avec Wheeling, Virginie Occidentale grâce au pont sur l'Ohio du Wheeling Terminal Railway.

## Les productions des ateliers de Brewster
Brewster devint le QG du W & LE et reçut les ateliers pour les locomotives à vapeur. En 1910, les ateliers de Brewster commencèrent la construction de locomotives, dont la qualité de production faisait la fierté de toute la région. Pendant des années le W & LE fabriqua 50 % des locomotives de son parc, un exploit jamais égalé par la majorité des autres compagnies pourtant plus puissantes et plus prestigieuses.

## La fin de l'indépendance
Le Wheeling & Lake Erie fut surnommé the “Wailing and Leg Weary” (le gémissant et jambe fatiguée); mais après des débuts financièrement difficiles, il finit par trouver la prospérité vers la fin de son existence. En 1949 il perdit son indépendance et fut loué par le New York, Chicago and St. Louis Railroad appelé communément Nickel Plate Road (NKP). Puis le Nickel Plate Road fut absorbé dans le Norfolk  and Western Railway en 1964. Le Norfolk & Western finit par fusionner le Wheeling & Lake Erie Railway en 1988, avant de fusionner à son tour dans le Norfolk Southern Railway (NS) en 1997.

## La renaissance
Le 1er juin 1990, le NS vendit des portions de ses lignes (926 km) situées dans l'Ohio et la Pennsylvanie, incluant celles du W & LE, de l'Akron, Canton and Youngstown Railroad (ACY) et du Pittsburgh and West Virginia Railway. Le NS octroya également des droits de circulations ce qui permit de porter le réseau à 1 352 km. Ces lignes furent reprises par un nouveau chemin de fer régional de classe II qui se baptisa également Wheeling and Lake Erie Railway, auquel l'AAR lui attribua le sigle:WE.

## Traduction
- (en) Cet article est partiellement ou en totalité issu de l’article de Wikipédia en anglais intitulé « Wheeling and Lake Erie Railway (1916–1988) » (voir la liste des auteurs).